# Canale dell'Eems
Il Canale dell'Eems (in olandese: Eemskanaal) è un canale artificiale dei Paesi Bassi tra la città di Groninga e il Dollard. Il nome deriva dalla baia del Dollard, anche estuario del fiume Ems, chiamato Eems in olandese.

## Geografia
Il Canale dell'Eems collega il Canale Verbindings, il Winschoterdiep e il Canale Van Starkenborgh al Dollard, ed è lungo 72 chilometri, largo 60 metri e profondo da 5,20 a 5,80 metri.
Il canale è un importante collegamento fluviale, utilizzabile per la navigazione. Allo stesso tempo, il canale è la principale via di evacuazione delle acque del nord-est della provincia del Drenthe (i bacini idrografici dell'Hunze e del Drentsche Aa), oltre che della regione di Hoogezand-Sappemeer.

## Storia
Il canale è stato costruito tra il 1866 e il 1876. Nel 1958, è stato realizzato un nuovo troncone tra Delfzijl e il Dollard portando all'inutilizzo del vecchio. Nel 1963, il canale è stato allargato.
In seguito all'abbassamento del suolo, dovuto all'estrazione del gas naturale, tra il 1993 e il 1995 si sono dovute rifare le rive e le dighe.